# Baskenland-Rundfahrt 2005
Die 62. Baskenland-Rundfahrt war ein Rad-Etappenrennen, das vom 4. bis 8. April 2005 stattfand. Das Rennen wurde über vier Etappen, eine Halbetappe und ein Einzelzeitfahren ausgetragen und zählt zur UCI ProTour 2005.

## Etappen
| Etappe    | Tag      | Start – Ziel        | km   | Etappensieger      |
| --------- | -------- | ------------------- | ---- | ------------------ |
| 1. Etappe | 4. April | Zarautz – Zarautz   | 133  | Danilo Di Luca     |
| 2. Etappe | 5. April | Zarautz – La Lejana | 166  | David Moncoutie    |
| 3. Etappe | 6. April | Ortuella – Gasteiz  | 176  | Alejandro Valverde |
| 4. Etappe | 7. April | Gasteiz – Altsasu   | 167  | Alejandro Valverde |
| 5. Etappe | 8. April | Altsasu – Oñati     | 063  | Jens Voigt         |
| 6. Etappe | 8. April | Oñati (EZF)         | 09,3 | Alberto Contador   |